# 志村でナイト
『志村でナイト』（しむらでナイト）は、フジテレビ系列で2018年10月10日から2020年4月1日まで毎週水曜日 0:55 - 1:25（火曜深夜・JST）に放送されたお笑いバラエティ番組で、志村けんの冠番組。イザワオフィスによる企画・制作で、放送局のフジテレビは編成・広報のみ担当。

## 概要
『Shimura-X』から続く志村の深夜コント番組17作目。
レギュラー陣は前番組『志村の夜』から総入れ替えされた。
番組の構成はこれまで同様、前半は喫茶店・そば屋などが舞台のコント、後半はトークとなっている。
元々、同タイトルとしては2020年4月1日（3月31日深夜）の放送をもって終了、新番組『志村友達』を開始する予定だったが、志村が3月29日に肺炎で急逝したため、一度白紙化された。
その第1回の収録は入院直前の3月16日に予定されていたが、志村の足の怪我（肺炎との関連はまったくない）を理由に取りやめになった。
2020年4月1日放送（3月31日深夜）最終回では番組冒頭にて「視聴者の皆様へ」と題し、下記のテロップがイザワオフィスと番組スタッフの連名で吉田拓郎の曲「ファイト!」をバックに流された後、通常の内容で放送された。
そして番組最後には下記のテロップがカルメン・マキ&OZの「イメージソング」をバックに流された。
4月24日、新番組『志村友達』の放送開始が発表されたが、当初予定されていた高嶋香帆の出演は見送られた。同番組は『Shimura-X』以降の志村のコントを振り返る番組となった。
2024年10月よりCS放送のファミリー劇場にて再放送が実施されている。

## 出演者
- 志村けん - 「喫茶＆スナックShimura」を経営する中年男性。
- 足立梨花 - 志村の娘で、喫茶店の店員。
- 高嶋香帆 - 喫茶店の店員[注 2][7]。
- 大悟（千鳥） - フリーター。志村と仲が良い。
- 柴田英嗣（アンタッチャブル） - 真向かいにあるそば店「そば八」店主。
- 磯山さやか - 「そば八」店主の妻で女将[注 3]。
- 赤崎月香 - 「そば八」アルバイト。
- 土井悠 - 「そば八」アルバイト（2020年3月4日）。

## コーナー
コント
番組前半で行われる。「喫茶&スナック・Shimura」「志村宅」「そば屋・そば八」「公園の四阿」のシーンがある。
志村と大悟の2人だけの場合は、台本はなく、ほぼフリートークで進行する。
トーク
番組後半で行われる。出演者全員とゲストによるトークコーナー。
ゲスト
| 回 | 放送日         | ゲスト                         | 備考 |
| -- | -------------- | ------------------------------ | ---- |
| 1  | 2018年10月10日 | トリンドル玲奈                 |      |
| 2  | 2018年10月17日 | トリンドル玲奈                 |      |
| 3  | 2018年10月24日 | 石川恋                         |      |
| 4  | 2018年10月31日 | 石川恋                         |      |
| 5  | 2018年11月 7日 | 中川知香                       |      |
| 6  | 2018年11月14日 | 尼神インター                   |      |
| 7  | 2018年11月21日 | 尼神インター                   |      |
| 8  | 2018年11月28日 | 山里亮太（南海キャンディーズ） |      |
| 9  | 2018年12月 5日 | 山里亮太（南海キャンディーズ） |      |
| 10 | 2018年12月12日 | 八代亜紀                       |      |
| 11 | 2018年12月19日 | 八代亜紀                       |      |
| 12 | 2019年 1月 9日 | 新子景視                       |      |
| 13 | 2019年 1月16日 | 新子景視                       |      |
| 14 | 2019年 1月23日 | かつみ♥さゆり                  |      |
| 15 | 2019年 1月30日 | かまいたち                     |      |
| 16 | 2019年 2月 6日 | かまいたち                     |      |
| 17 | 2019年 2月13日 | プラス・マイナス               |      |
| 18 | 2019年 2月20日 | プラス・マイナス               |      |
| 19 | 2019年 2月27日 | ゲストなし                     |      |
| 20 | 2019年 3月 6日 | コロコロチキチキペッパーズ     |      |
| 21 | 2019年 3月13日 | コロコロチキチキペッパーズ     |      |
| 22 | 2019年 月 日   | ゲストなし（総集編①）          |      |
| 23 | 2019年 月 日   | ゲストなし                     |      |
| 24 | 2019年 月 日   | ゲストなし                     |      |
| 25 | 2019年 4月17日 | 丘みどり                       |      |
| 26 | 2019年 4月24日 | 丘みどり                       |      |
| 27 | 2019年 月 日   | ゲストなし                     |      |
| 28 | 2019年 月 日   | ゲストなし                     |      |
| 29 | 2019年 5月14日 | 中澤佑二                       |      |
| 30 | 2019年 5月21日 | 中澤佑二                       |      |
| 31 | 2019年 月 日   | ゲストなし                     |      |
| 32 | 2019年 月 日   | ゲストなし                     |      |
| 33 | 2019年 6月11日 | トム・ブラウン                 |      |
| 34 | 2019年 6月25日 | MAX                            |      |
| 35 | 2019年 7月 2日 | ハライチ                       |      |
| 36 | 2019年 7月 9日 | ハライチ                       |      |
| 37 | 2019年 7月16日 | ゲストなし                     |      |
| 38 | 2019年 7月23日 | 森尾由美                       |      |
| 39 | 2019年 7月30日 | ゲストなし                     |      |
| 40 | 2019年 8月 6日 | ゲストなし                     |      |
| 41 | 2019年 8月13日 | ゲストなし                     |      |
| 42 | 2019年 8月20日 | トム・ブラウン                 |      |
| 43 | 2019年 8月27日 | ハナコ                         |      |
| 44 | 2019年 9月 3日 | ミキ                           |      |
| 45 | 2019年 9月10日 | ミキ                           |      |
| 46 | 2019年 月 日   | ゲストなし（総集編③）          |      |
| 47 | 2019年 月 日   | ゲストなし                     |      |
| 48 | 2019年 月 日   | ゲストなし                     |      |
| 49 | 2019年 月 日   | ゲストなし                     |      |
| 50 | 2019年10月22日 | 板野友美                       |      |
| 51 | 2019年10月29日 | 柄本明                         |      |
| 52 | 2019年11月 5日 | 柄本明                         |      |
| 53 | 2019年 月 日   | 第53回-第71回 ゲストなし       |      |

- 第10回・第11回 2018年12月12日・19日 桜木優希音（コントのみ）

## ネット局
※基本的に関東ローカル向けの番組だが、実質的にはローカルセールス扱いとして放送された。
| 放送対象地域 | 放送局            | 系列           | 放送開始日                     | 放送日時                     | 備考       |
| ------------ | ----------------- | -------------- | ------------------------------ | ---------------------------- | ---------- |
| 関東広域圏   | フジテレビ        | フジテレビ系列 | 2018年10月10日 - 2020年4月1日  | 水曜 0:55 - 1:25（火曜深夜） | 制作局     |
| 福島県       | 福島テレビ        | フジテレビ系列 | 2018年10月10日 - 2020年4月1日  | 水曜 0:55 - 1:25（火曜深夜） | 同時ネット |
| 秋田県       | 秋田テレビ        | フジテレビ系列 | 2018年10月17日 - 2020年4月22日 | 水曜 0:55 - 1:25（火曜深夜） | 遅れネット |
| 兵庫県       | サンテレビ        | 独立放送局     | 2018年10月20日 - 2020年4月18日 | 土曜 20:54 - 21:24           | 遅れネット |
| 沖縄県       | 沖縄テレビ        | フジテレビ系列 | 2018年10月23日 - 2020年4月22日 | 火曜 1:55 - 2:25（月曜深夜） | 遅れネット |
| 北海道       | 北海道文化放送    | フジテレビ系列 | 2018年10月31日 - 2020年4月18日 | 木曜 1:20 - 1:50（水曜深夜） | 遅れネット |
| 新潟県       | NST新潟総合テレビ | フジテレビ系列 | 2018年11月3日 - 2020年4月11日  | 土曜 2:00 - 2:30（金曜深夜） | 遅れネット |
| 広島県       | テレビ新広島      | フジテレビ系列 | 2019年1月17日 - 2020年4月22日  | 水曜 0:55 - 1:25（火曜深夜） | 遅れネット |
| 愛媛県       | テレビ愛媛        | フジテレビ系列 | 2020年3月31日 - 4月22日        | 水曜 0:25 - 1:00（火曜深夜） | 遅れネット |

- スポーツ中継や火9ドラマの初回・最終回拡大スペシャルなどで時間が繰り下がる場合がある。
- 1週間遅れで同番組を放送していたNST新潟総合テレビでは志村の急逝が発表された週の「志村でナイト」内で独自の追悼テロップをオープニングとエンディングで2回流し、翌週の最終回では本放送の追悼テロップを放送した。

過去
- 岩手めんこいテレビ - 同時ネット。2018年12月19日で終了。
- さくらんぼテレビ（山形県）- 同時ネット。2019年3月13日で終了。
- テレビ静岡 - 遅れネット。2018年11月23日放送開始。2019年3月26日で終了（フジテレビの同年3月13日放送分まで放送）。
- KBS京都（独立放送局）- 遅れネット。2019年6月27日放送開始。同年7月18日で終了。
- テレビ西日本（福岡県）- 遅れネット。2018年11月27日放送開始。2020年3月17日で終了[注 12]（フジテレビでの2019年11月20日放送分まで放送）。
- テレビ熊本 - 遅れネット。2019年2月10日開始。同年3月31日で終了（フジテレビでの2018年11月14日放送分まで放送）。
- 青森テレビ（TBS系列）- 遅れネット。2019年10月13日開始。2020年4月20日で終了（フジテレビでの2019年5月8日放送分まで放送）。

災害(地震など)による変更
- 2019年6月19日放送分[注 13]は、山形県沖を震源とする新潟県で最大震度6強の地震（山形県沖地震）が発生した事に伴い休止(北海道地区は予定通り5月7日放送分を放送)。

## スタッフ
- プロデューサー：井澤健
- 構成：朝長浩之、晨原大輔
- 編成：安永英樹（フジテレビ）、前田泰成（フジテレビ）
- 広報：平井隆（フジテレビ）
- 美術協力：フジアール
- 技術協力：ニューテレス、IMAGICA、fmt
- 制作協力：エスカンパニー、エクシーズ
- AP：井澤秀治
- 演出：戸上浩（エクシーズ）、長谷吉洋（エクシーズ）
- 企画制作：イザワオフィス[注 14]

### 過去のスタッフ
- 編成：情野誠人、橋本英司（フジテレビ）